# Ferme Jacob
La ferme Jacob est une ancienne exploitation agricole située à Buswiller, commune française du canton de Bouxwiller en Alsace. Les façades et les toitures des bâtiments de cette ferme ont été inscrites à l'inventaire des Monuments Historiques le 22 décembre 1981.

## Localisation
La ferme Jacob tire son nom de l'expression alsacienne 's Jacobs qui fut au XIXe siècle son Hofname (vocable qui regroupe sous un même terme la ferme et ses habitants). Cette propriété privée fermée au public est située au 17, rue Principale à Buswiller en Basse-Alsace.

## Description

### Logement

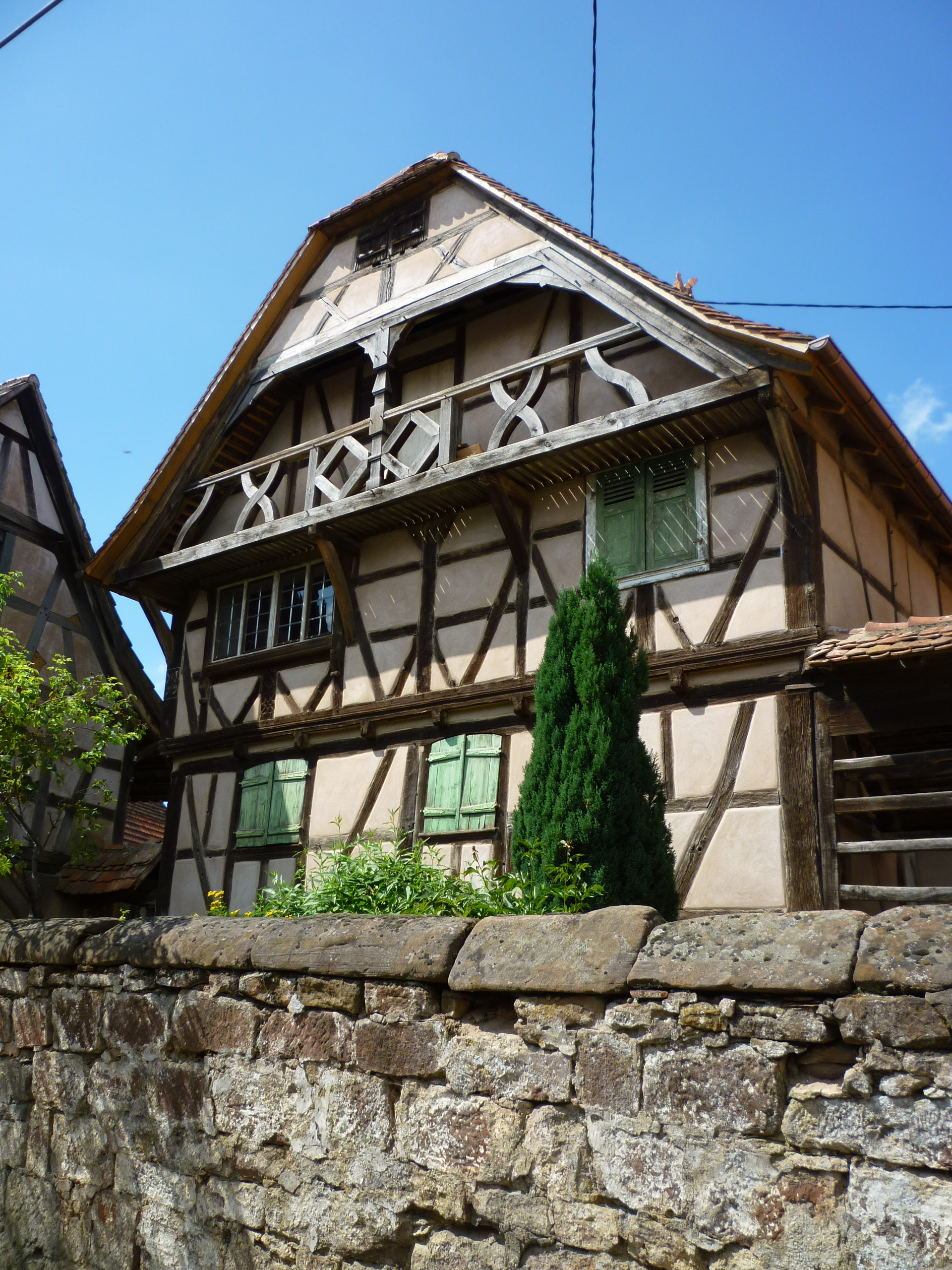
La Ferme Jacob en 2013

Les bâtiments de cette ancienne exploitation agricole s'organisent autour d'une grande cour. Le logement sur deux niveaux, perpendiculaire à la rue, fut construit en 1599 d'après un millésime gravé sur un poteau cornier (visible depuis la rue). Cette habitation a par conséquent survécu aux ravages de la guerre de Trente Ans (1618-1648) qui a mis à mal bien des villages d'Alsace. Le logement est en retrait par rapport à la rue. Il est séparé de cette dernière par un jardinet et par un mur. L'habitation est entièrement en pan de bois avec un soubassement en maçonnerie crépie. Le premier étage est en léger encorbellement sur trois côtés. Le colombage se caractérise par des poteaux avec des goussets et des liens pleins en chevrons. Vers la rue, le pignon en encorbellement dispose d'une loggia sous une toiture en demi-croupe. Le garde-corps restauré est formé de losanges et de chaises curules. La chambre d'angle de l'étage est éclairée par deux fenêtres ornées de chambranles saillants et sculptés (motifs géométriques en relief).   
Côté cour, la porte d'entrée du logis dispose d'un perron abrité par un auvent. Le perron est desservi par un escalier en pierre (grès) avec une balustrade en bois du XVIIIe siècle. Sur le faîtage étaient disposés deux fanions en tôle datés de 1607 ou 1609.
Le logis, inhabité pendant une vingtaine d'années, a été rénové durant les années 2012-2013. Le mur arrière, maçonné vers 1920, a été remplacé par une façade à pan de bois dans le style du début du XVIe siècle. Des éléments de structure très dégradés ont été remplacés (toiture, éléments de la balustrade du porche, certaines poutres, supports de fenêtre, sablière arrière).

### Dépendances

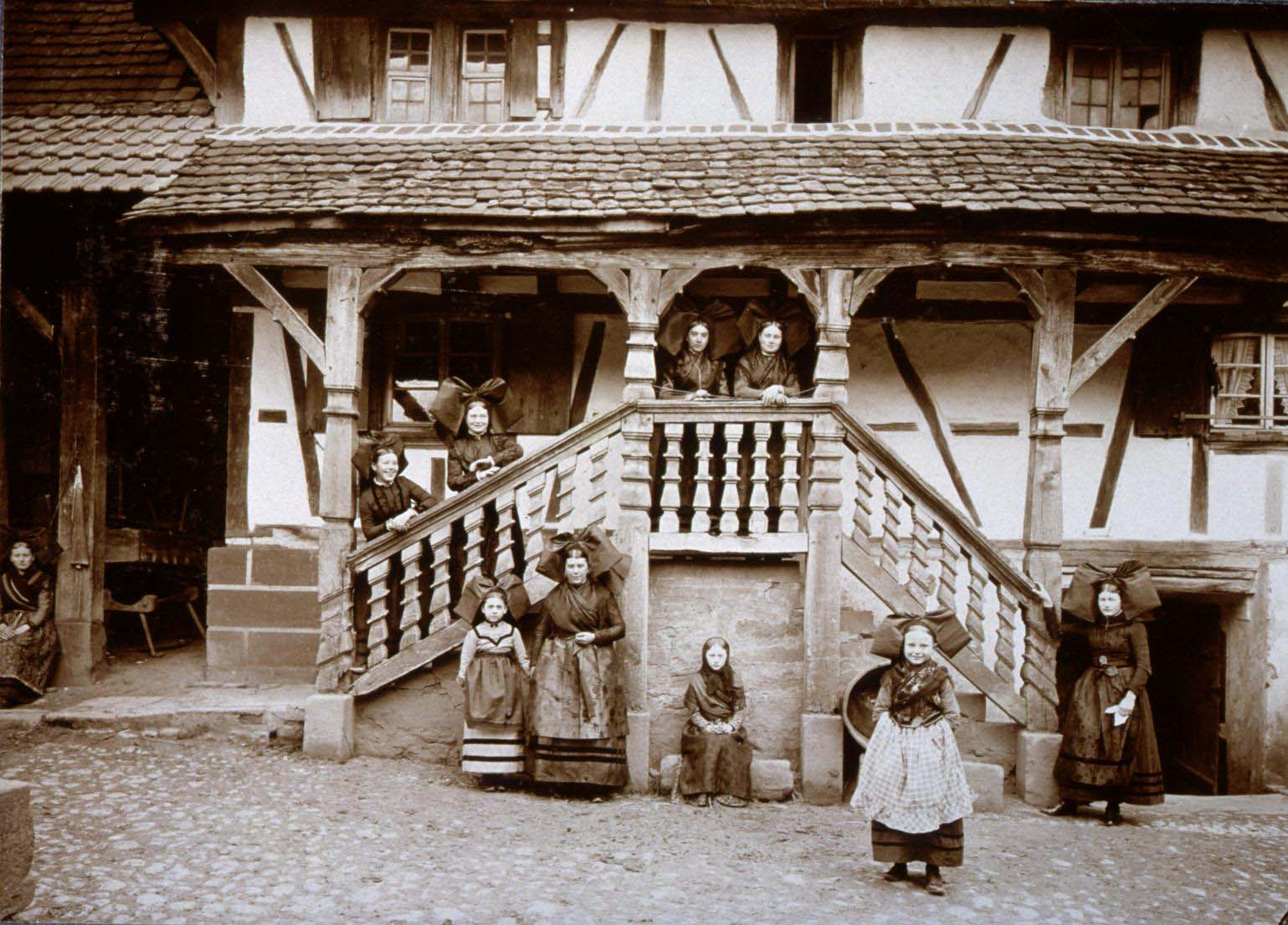
L'escalier du logis

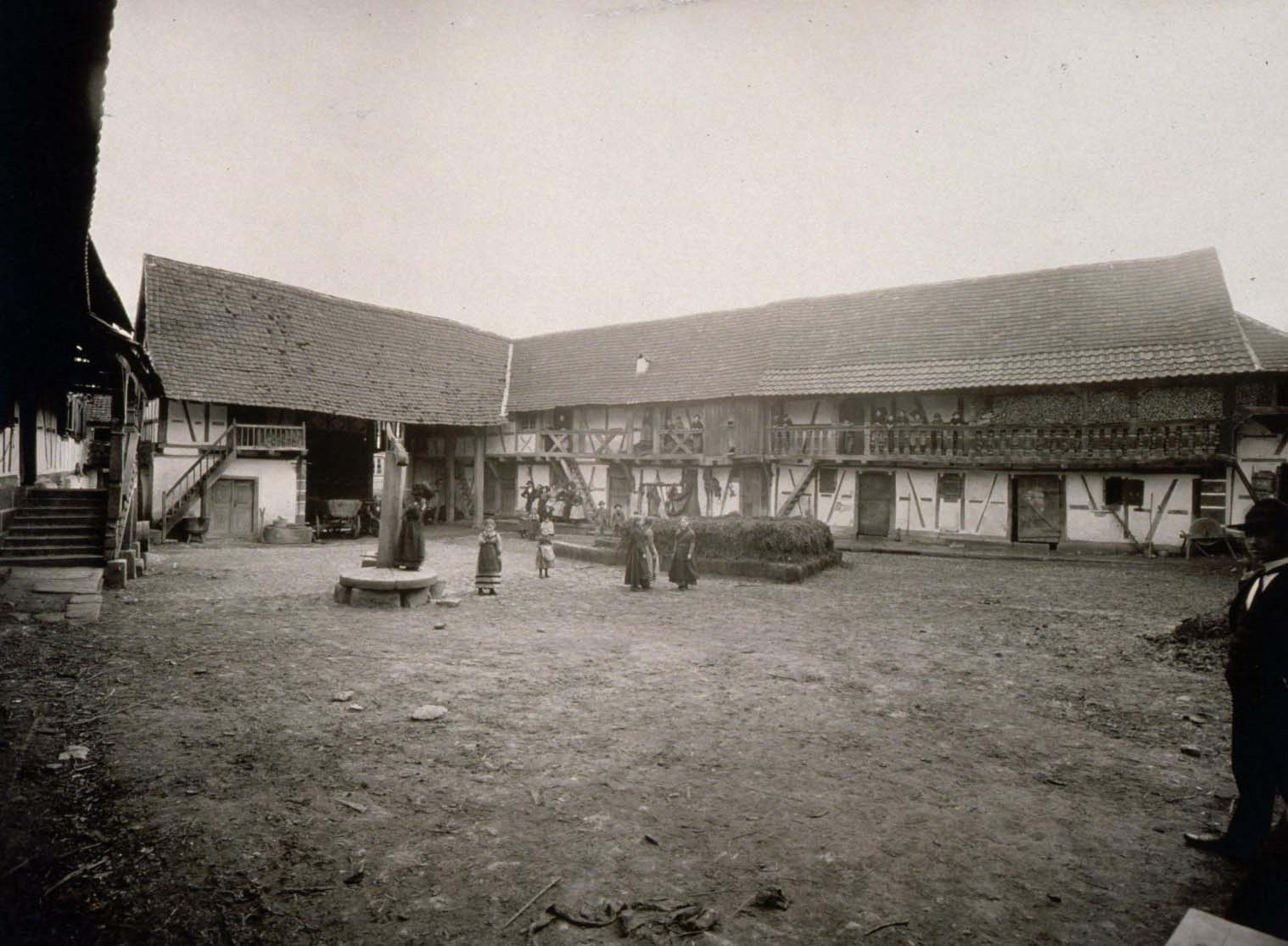
le corps de passage et les étables.

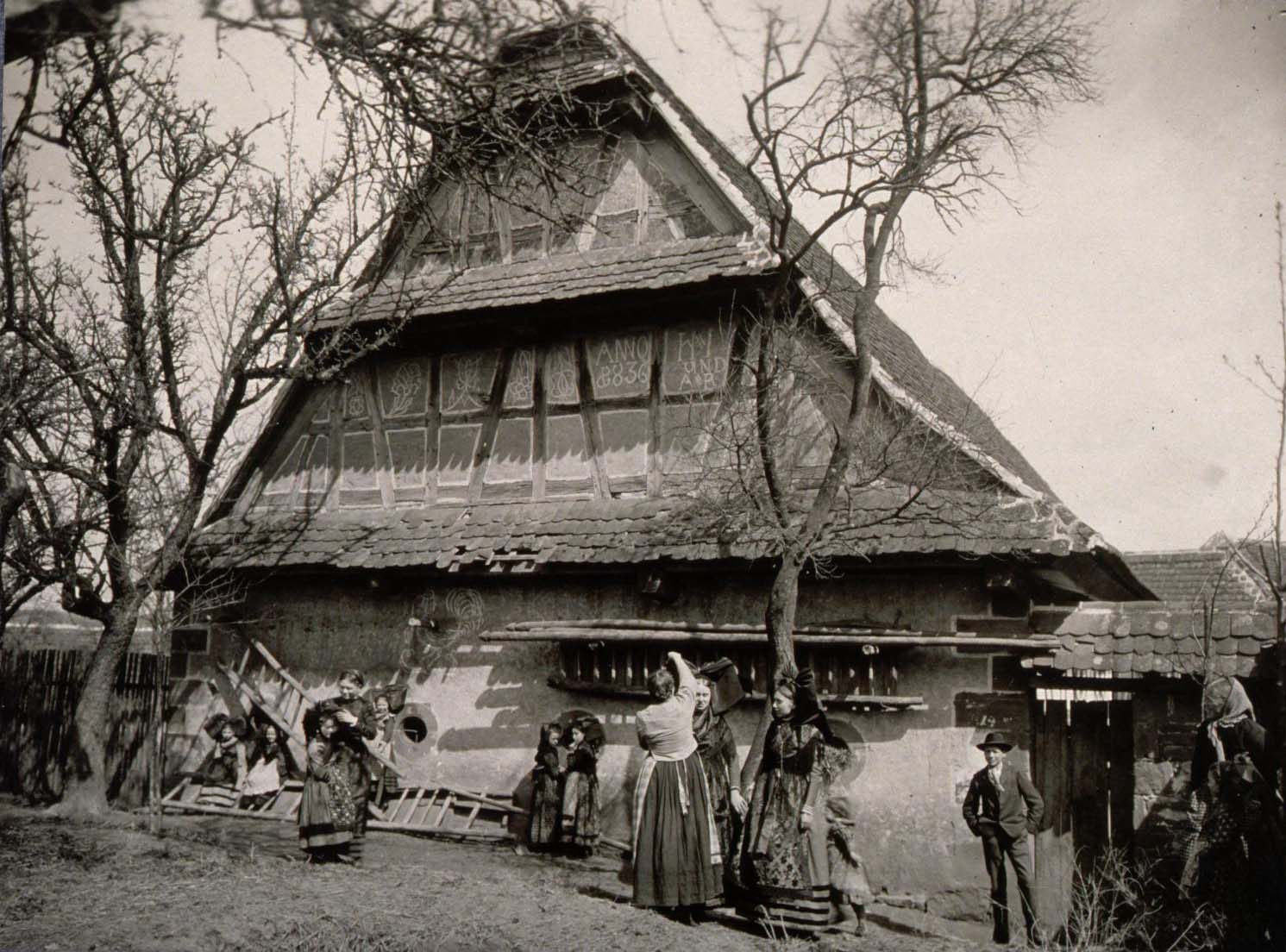
Pignon de la grange et ses motifs grattés.

Le logement est prolongé par un hangar où se trouvent un pressoir à raisins daté de 1595 et un pressoir à pommes.
Les étables situées en face du logement furent reconstruites en 1731. Au début du XXe siècle, les étables étaient encore ornées de motifs peints au badigeon en 1814 (fleurs et animaux). D'après un millésime sur une porte, le rez-de-chaussée a été rénové en 1923 avec des briques.
Le bâtiment abritait au rez-de-chaussée (de gauche à droite) les chevaux avec une aire à fourrage, les clapiers à lapins, les vaches avec une deuxième aire à fourrage et la porcherie. L'étage qui a conservé ses colombages abritait un pigeonnier, les chambres des domestiques et des greniers. Le tout est desservi par une coursière en encorbellement avec une balustrade partiellement conservée.
La grange est située au fond de la cour, parallèlement à la rue. Ce bâtiment a été reconstruit en 1836 par le fermier Johannes Jacob et son épouse Anna Rueff d'après des inscriptions qui figurent sur une traverse du pan de bois et sur la porte du cellier. Les pignons de la grange comportent des dessins grattés dans le crépi ; technique ornementale appelée en alsacien Kratzputz ou Kratznerputz. Les motifs comme la tulipe sont des symboles liés à la fécondité. Le cellier se trouve à une des extrémités. Sa porte en plein cintre est précédée par une descente d'escalier qui est protégée par un toit à croupe qui repose sur des poteaux formant ainsi une sorte de porche. 

La cour est fermée par un corps de passage construit en 1804. Le mur gouttereau donne sur la rue. Le bâtiment en colombage dispose d'un espace ouvert avec une porte piétonne surmontée d'une balustrade et une porte charretière surmontée de losanges. Il dispose aussi d'un espace fermé en maçonnerie et en colombage avec une distillerie et une buanderie au rez-de-chaussée.

## Bibliographie

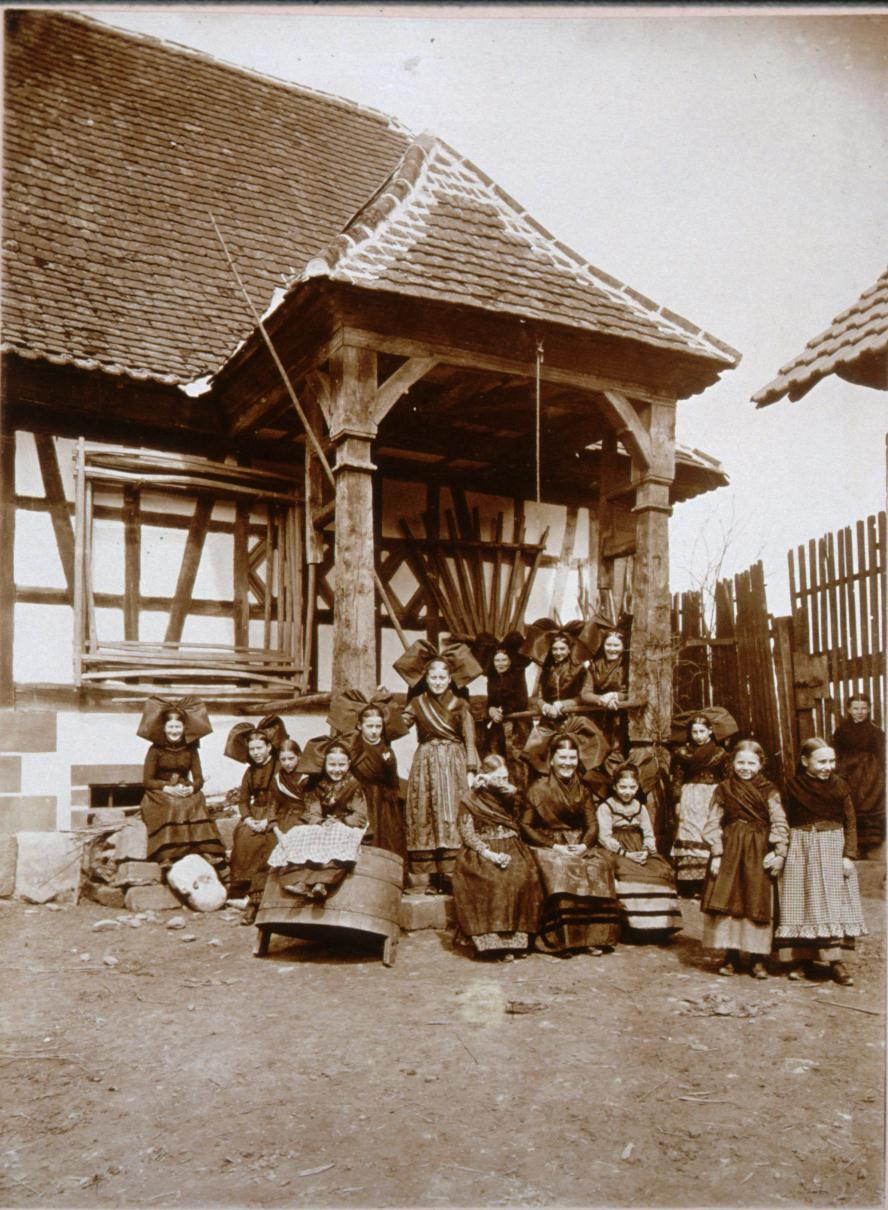
Toit protégeant la porte du cellier de la grange.